# Houli (Taichung)
Houli (chinesisch 后里區, Pinyin Hòulǐ Qū) ist ein Bezirk (區,  Qū) der Stadt Taichung auf Taiwan, Republik China.

## Lage
Houli liegt an der Nordgrenze des Stadtgebiets von Taichung. Die nördliche Grenze zum benachbarten Landkreis Miaoli bildet der Fluss Da’an Xi (大安溪,  Dà’ān Xī) und die südliche Bezirksgrenze wird vom Fluss Dajia Xi (大甲溪,  Dàjiǎ Xī) gebildet. Die benachbarten Stadtbezirke sind Waipu im Westen, Dongshi im Osten, sowie Fengyuan und Shengang im Süden. Im Nordosten grenzt Houli an die Landgemeinde Sanyi im Landkreis Miaoli.
Topografisch besteht Houli überwiegend aus einer Ebene, die nach Osten hin in Hügelland übergeht. Die mittlere Höhe über dem Meeresspiegel variiert zwischen 120 m im Südwesten und 300 m im Nordosten (minimal ca. 100 m, maximal ca. 600 m). Es herrscht ein subtropisches Monsunklima mit einer Jahresmitteltemperatur von 22,1 °C (nach Köppen & Geiger: Cwa-Klima). Der Jahresniederschlag liegt zwischen 1300 und 1500 mm und konzentriert sich in den Sommermonaten.

## Geschichte
Ein früherer Name des Gebiets ist Neipu (內埔,  Nèipǔ), mit der Bedeutung „hintere Ebene“. Die ursprünglichen Bewohner waren Angehörige der Pazeh, eines der indigenen Völker der westlichen Ebenen (Pingpu). Der neuere Ortsname leitet sich wohl von der alten Bezeichnung Houzhuang (chinesisch 後庄, Pinyin Hòu zhuāng – „rückseitiges Dorf“) für die erste han-chinesische Ansiedlung ab, aus dem dann später Houli (后里,  Hòu li – „rückseitiger Ortsteil“) wurde. Nachdem Taiwan 1683 unter direkte Herrschaft des Kaiserreich China der Qing-Dynastie gekommen war, gehörte Neipu/Houli zunächst zum Landkreis Zhuluo. Zur Herrschaftszeit Yongzhengs wurde es 1731 dem Kreis Danshui unterstellt und 1887, zur Herrschaftszeit Guangxus, dem Kreis Miaoli. 1920, zur Zeit der japanischen Herrschaft wurde das Dorf (庄,  Zhuāng) Neipu gebildet. Aus dieser Verwaltungseinheit wurde 1945, nach Übernahme Taiwans durch die Republik China, die Landgemeinde (鄉,  Xiāng) Neipu im neu gebildeten Landkreis Taichung. Wegen Namensgleichheit mit der Gemeinde Neipu im Landkreis Pingtung wurde der Ort 1955 in „Houli“ umbenannt. Zum 25. Dezember 2010 wurde der Landkreis Taichung aufgelöst und vollständig in die Stadt Taichung inkorporiert. Alle Landkreisgemeinden, so auch Houli, erhielten den Status von Stadtbezirken (區,  Qū).

## Bevölkerung
Im Dezember 2020 lebten 637 Angehörige indigener Völker im Bezirk, entsprechend einem Bevölkerungsanteil von 1,2 %. Die größten Gruppen bildeten die Amis (227), Atayal (115), Bunun (105) und Paiwan (97).
| Gliederung von Houli |
|                      |

## Verwaltungsgliederung
Houli ist in 18 Ortsteile (里, Li) unterteilt:
1 Yide (義德里)

2 Dundong (墩東里)

3 Dunxi (墩西里)

4 Dunbei (墩北里)

5 Houli (厚里里)

6 Houli (后里里)

7 Yili (義里里)

8 Renli (仁里里)

9 Tai’an (泰安里)

10 Gongguan (公館里)

11 Yuemei (月眉里)

12 Meishan (眉山里)

13 Taiping (太平里)

14 Lianhe (聯合里)

15 Jiushe (舊社里)

16 Zhonghe (中和里)

17 Dunnan (墩南里)

18 Guangfu (廣福里)

## Wirtschaft
Die Topografie und das Klima Houlis machen Houli sehr gut für die landwirtschaftliche Nutzung geeignet. Hauptsächlich angebaut werden Reis, Birnen, Weintrauben, Zitruspflanzen, Drachenfrüchte, Kakis, Kartoffeln und Taro. Houli ist außerdem bekannt für den Zierpflanzenbau. Kultiviert werden Gladiolen, Lilien, Flamingoblumen, sowie Orchideen (Phalaenopsis und Oncidium). Von November 2018 bis April 2019 fand in den drei Bezirken Houli, Waipu und Fengyuan von Taichung die Taichung World Flora Exposition, eine internationale Gartenbauausstellung, statt.
Die Viehzucht umfasst Schweine, Kühe, Hühner und Enten.
In früheren Zeiten war die Zuckerindustrie von großer Bedeutung. In neuerer Zeit gibt es Bestrebungen, Hochtechnologie-Industrien in Houli anzusiedeln. Dazu dient der Zentraltaiwan-Wissenschaftspark (中部科學工業園區), der einen Standort in Houli hat.

## Verkehr
Größte Verkehrsader ist die Nationalstraße 1 (Autobahn), die Houli in  südsüdwestlicher Richtung durchquert. Etwas weiter östlich der Autobahn verläuft die Provinzstraße 13 in Nord-Süd-Richtung. Von Westen führt die Kreisstraße 132 nach Houli hinein. Zwei Eisenbahnlinien durchqueren Houli in Nord-Süd-Richtung: im Westen (Ortsteile 13 Taiping, Lianhe, Jiushe) die Taiwanische Hochgeschwindigkeitsbahn (THSR) und im Osten die Taichung-Linie der Taiwanischen Eisenbahn. Die erstgenannte hat keinen Halt in Houli und die zweitgenannte die beiden Bahnhöfe Tai’an und Houli.

## Besonderheiten
Die 1909 zur japanischen Zeit eröffnete Zuckerfabrik Yuemei (月眉糖廠, ) im Ortsteil Meishan vermittelt einen Einblick in die Zeiten, als die Zuckerproduktion eine der Hauptwirtschaftszweige Taiwans war. Überregional bekannt ist die Saxophon-Fabrik und das kleine Chang-Lien-cheng-Saxophon-Museum (張連昌薩克斯風博物館). Es bieten sich Möglichkeiten des Natur- und Fahrradtourismus. Es gibt mehrere Tempel, darunter den 1938 bis 1940 im westlich-historisierenden Stil erbauten buddhistischen Pilu-Zen-Tempel (毘盧禪寺 ) im Ortsteil Guangfu.

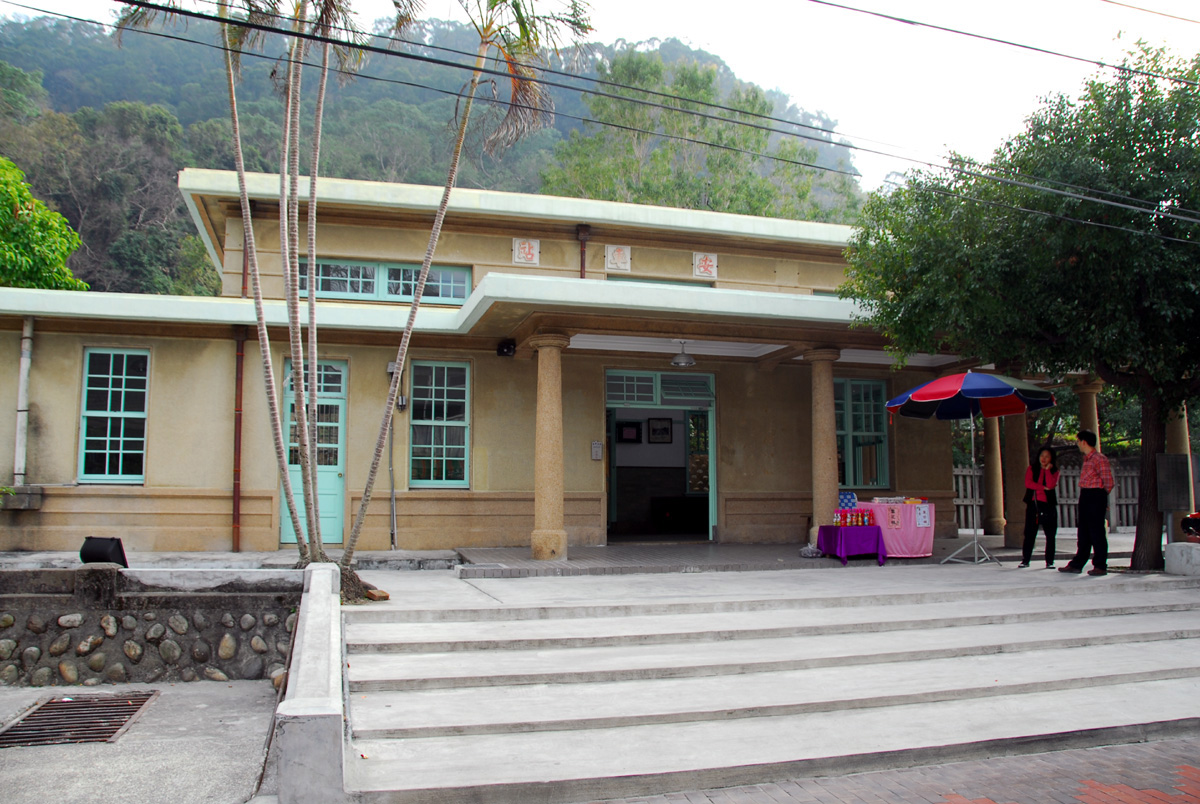
Alter Bahnhof Tai’an
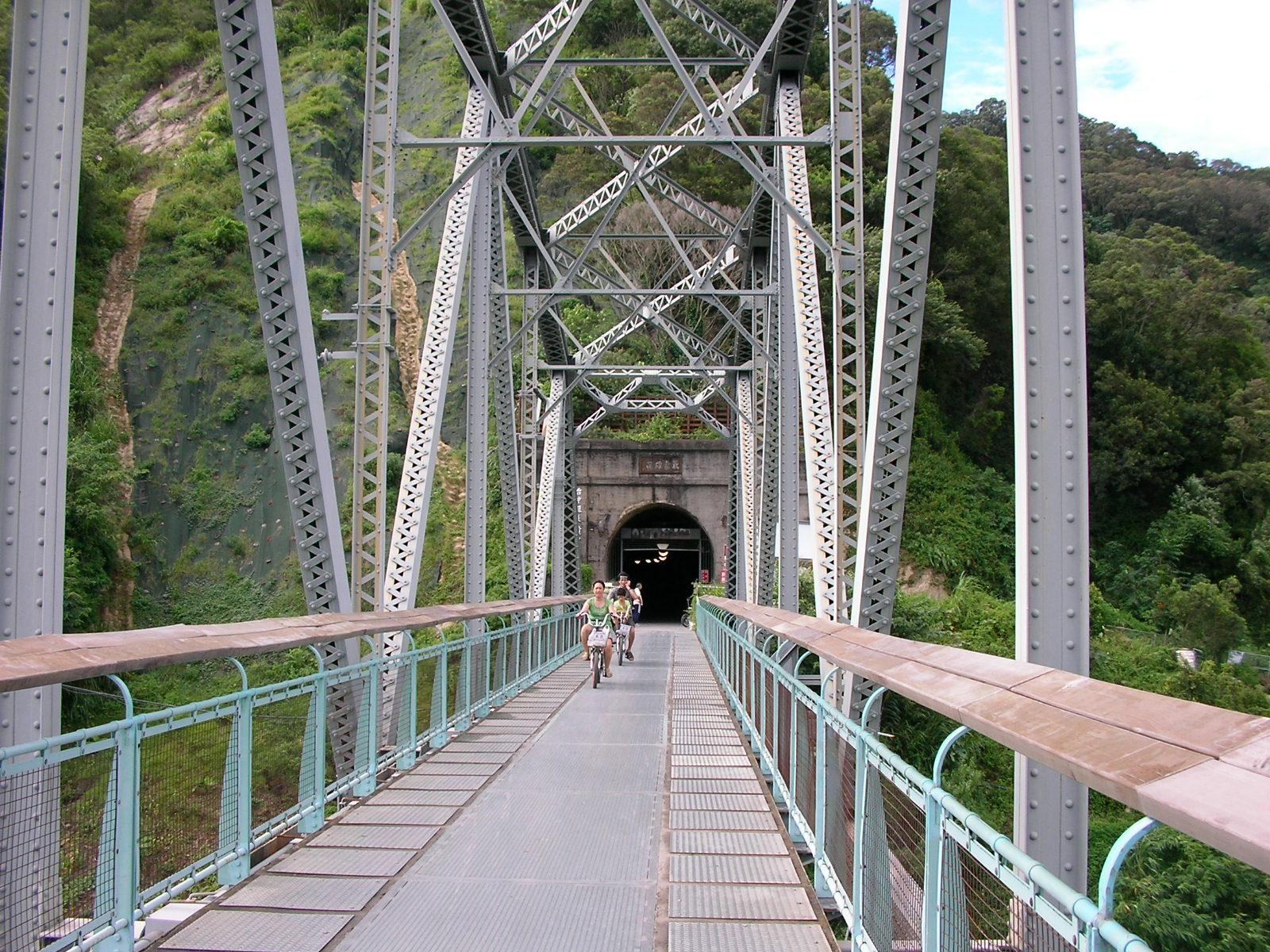
Fahrradbrücke über den Dajia-Fluss an der Grenze zum Bezirk Fengyuan ()
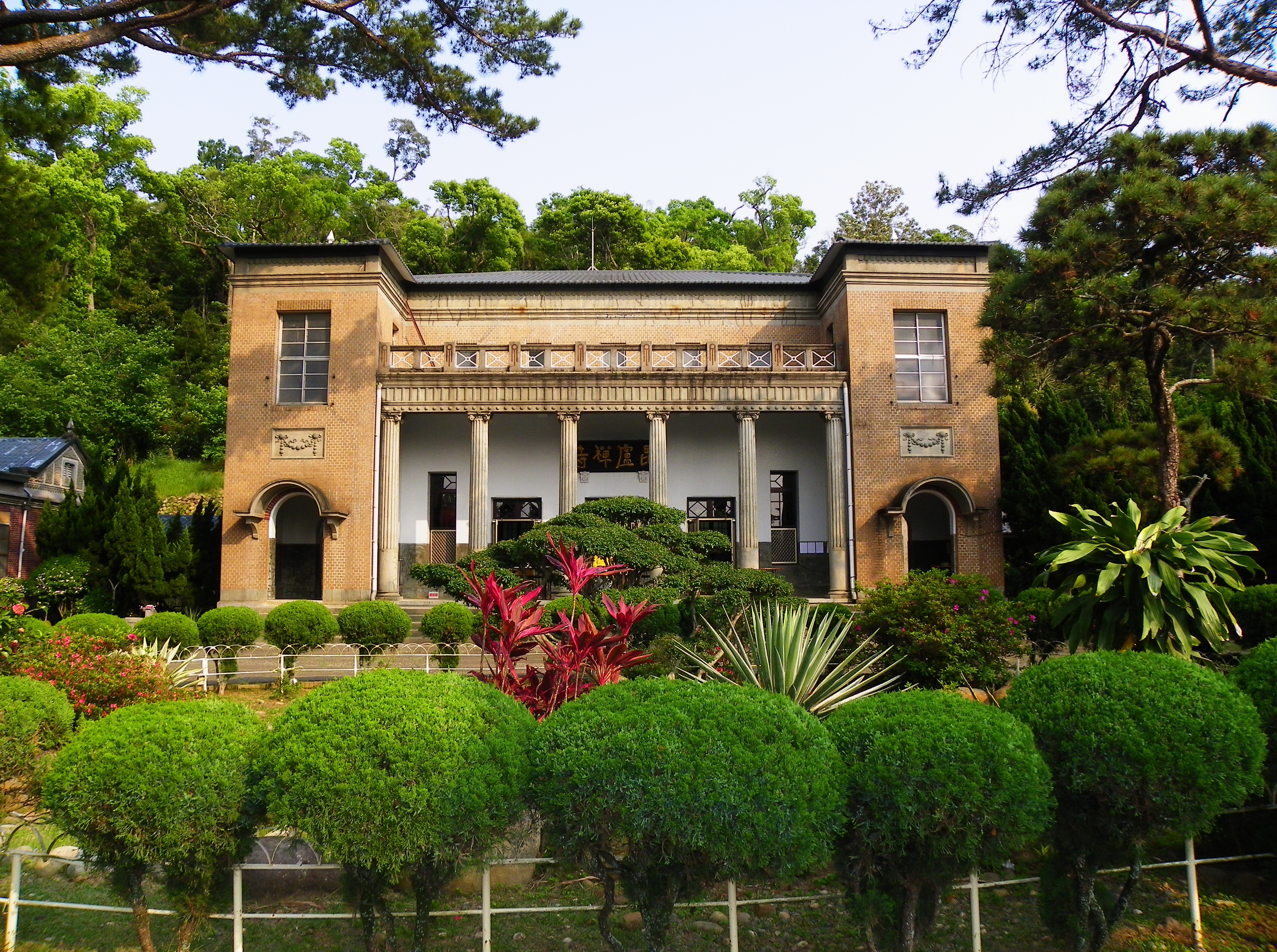
Pilu-Zen-Tempel